# Удеж
Удеж (на сръбски: Удеж) е село в Босна и Херцеговина, разположено в община Пале, в ентитета на Република Сръбска. Населението му според преброяването през 2013 г. е 2 души, от тях: 2 (100 %) сърби.

## Население
Численост на населението според преброяванията през годините:
- 1961 – 159 души
- 1971 – 99 души
- 1981 – 99 души
- 1991 – 34 души
- 2013 – 2 души